# Partito Sionista Religioso
Il Partito Sionista Religioso (in ebraico הציונות הדתית‎?, HaTzionut HaDatit), noto fino al 2020 come Tkuma (in ebraico תקומה‎?, lett. Resurrezione) o Unione Nazionale-Tkuma (in ebraico האיחוד הלאומי-תקומה‎?, HaIchud HaLeumi–Tkuma), è un partito politico israeliano di estrema destra fondato nel 1998.

## Storia
Tkuma viene fondato nel 1998 da Hanan Porat e Zvi Hendel (un ex residente di Gush Katif), che avevano appena lasciato il Partito Nazionale Religioso in seguito alla firma del Memorandum di Wye River da parte del governo israeliano. Subito dopo la sua nascita, il partito si unisce a Moledet ed Herut per formare l'Unione Nazionale, in vista delle elezioni del 1999. Poco prima delle elezioni del 2013 l'Unione Nazionale si scioglie e Tkuma entra nel partito La Casa Ebraica, in cui rimarrà anche nel 2015.
Alle elezioni dell'aprile 2019 Tkuma e La Casa Ebraica si presentano nella lista Unione dei Partiti di Destra, con Otzma Yehudit. Nella successiva tornata elettorale, invece, si uniscono al partito Nuova Destra di Naftali Bennett per formare la coalizione Yamina. Tkuma, dopo aver cambiato nome in Partito Sionista Religioso, abbandona l'alleanza Yamina l'11 gennaio 2021. Per le elezioni del 2021 il Partito Sionista Religioso forma una lista insieme al partito kahanista Otzma Yehudit e al partito anti-LGBT Noam.

## Leader
- Hanan Porat (1998-1999)
- Zvi Hendel (1999-2009)
- Ya'akov Katz (2009-2012)
- Uri Ariel (2012-2019)
- Bezalel Smotrich (2019-)

## Risultati elettorali
| Elezioni       | Leader           | Voti                            | %                               | Seggi   | +/-     |
| -------------- | ---------------- | ------------------------------- | ------------------------------- | ------- | ------- |
| 1999           | Hanan Porat      | In Unione Nazionale             | In Unione Nazionale             | 1 / 120 | -       |
| 2003           | Zvi Hendel       | In Unione Nazionale             | In Unione Nazionale             | 2 / 120 | 1       |
| 2006           | Zvi Hendel       | In Unione Nazionale-PNR         | In Unione Nazionale-PNR         | 2 / 120 | Stabile |
| 2009           | Ya'akov Katz     | In Unione Nazionale             | In Unione Nazionale             | 2 / 120 | Stabile |
| 2013           | Uri Ariel        | In La Casa Ebraica              | In La Casa Ebraica              | 4 / 120 | 2       |
| 2015           | Uri Ariel        | In La Casa Ebraica              | In La Casa Ebraica              | 2 / 120 | 2       |
| Aprile 2019    | Bezalel Smotrich | In Unione dei Partiti di Destra | In Unione dei Partiti di Destra | 2 / 120 | Stabile |
| Settembre 2019 | Bezalel Smotrich | In Yamina                       | In Yamina                       | 2 / 120 | Stabile |
| 2020           | Bezalel Smotrich | In Yamina                       | In Yamina                       | 2 / 120 | Stabile |
| 2021           | Bezalel Smotrich | 225.641                         | 5.12                            | 4 / 120 | 2       |
| 2022           | Bezalel Smotrich | Con Otzma Yehudit               | Con Otzma Yehudit               | 7 / 120 | 3       |